# 王炳南 (1908年)

王炳南（1908年1月1日—1988年12月22日），男，陕西乾县人，中国外交家，中國共產黨黨員。

## 生平

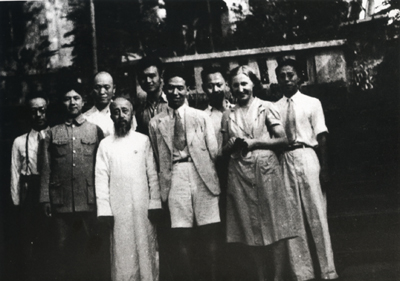
1939年，薩空了（右四）赴新疆從事抗日救亡活動，王炳南、王安娜夫婦（右三、二）、沈鈞儒（右六）、沙千里（右一）為其送行。

王炳南是陕西省乾县阳洪乡好畤村人。1926年加入中国共产党，1928年受命打入国民革命军杨虎城部进行秘密工作，后受杨虎城资助前往日本、德国留学，1935年與德國籍女子王安娜（原名安娜·利泽）结婚。1936年回国，积极推动杨虎城和中共合作，在当年年底的西安事变中发挥了一定作用，受到毛泽东的赏识。
抗战爆发后，王炳南受命到重庆从事统战工作。1939年王安娜私自受一个日本老同学邀请赴日本观光，王炳南因此与她离婚。王安娜跟随宋庆龄前往上海协助保卫中国同盟的重新编组。1939年王炳南在上海认识关露。1941年王炳南在延安与女翻译王知还结婚。
1945年抗战胜利后，王炳南留在重庆担任毛泽东的秘书、参与了重庆谈判，后又随周恩来前往南京担任中共代表团外事委员会第二副书记兼发言人。国共内战重启后，王炳南回到延安，担任中共中央外事组副主任。
中华人民共和国成立后，王炳南参与了中央人民政府外交部的筹建工作，任外交部办公厅主任、部长助理等职。1950年王炳南与王知还离婚，与张浴云结婚。1954年王炳南担任中华人民共和国日内瓦会议代表团秘书长，次年出任驻波兰大使。
在担任驻波兰大使期间，王炳南受命秘密与美国开展接触，担任中美大使级会谈中方首席代表。9年中共计接触120次。
1964年，王炳南奉调回国，出任外交部副部长。文化大革命中一度遭受迫害，复出后任中国人民对外友好协会会长。
1968年文革中张浴云自杀，文革后，王炳南与姚淑贤结婚。
1982年9月14日，蔣經國函電宋美齡：

「……據報，『匪』將以慶賀華盛頓喬治城大學孫中山先生銅像揭幕為由，準備派出一代表團，由王『匪』炳南領隊，內尚包括何世禮之姪何桐以及葉『匪』劍英之弟，於九月廿九日到達華府活動，並打算捐出美金一百萬元在該大學與其戰略及國際關係研究中心合建一所謂『文化交流』場所。克萊恩亦被指定參加接待此事，分化及籠絡作用已極為顯然。以上各情，知在母親垂注洞鑒之中，謹此稟報，並懇大人隨時賜示南針為禱。肅叩福安。兒經國跪稟。九月十四日。」

1988年，王炳南逝世。

## 家族
- 长子王黎明（1937年）：王安娜所生。
- 次子王東明 (1951年8月-)：中信證券現任董事長。
- 四子王波明：《财经》雜志總編、《证券市场周刊》社長、中國證券市場研究設計中心總幹事。